# کاووس یکم شروانشاه
کاووس سی و دومین فرمانروای شروان بود. وی فرزند کیقباد یکم شروانشاه و برادر بزرگتر شاهزاده سلطان محمد بود.

## سلطنت مشترک
به گفته منابع، وی به دلیل پیر بودن کیقباد از سال ۱۳۴۸ آغاز به حک‌مرانی به نام پدرش کرد. او در جوانی به عنوان «ارباب شماخی و شروان» شناخته می‌شد. او هنگامی که به دربار خود سفر کرد و تسلیم او شد، به دنبال اتحاد قوی با چوپانیان ملک اشرف بود. با این حال، ملک اشرف سپس به‌طور غیرمنتظره اشراف‌زاده‌ای به نام امیر وفا حاجی شهربان جلوی چشمانش کشت. کاووس وحشت کرد و بلافاصله به شروان بازگشت. به زودی، ملک اشرف فرستادگان خود خواجه عبدالهای و اخیجوق مالک را به شروان فرستاد و ابراز تمایل کرد که با دختر کیقباد یکم شروانشاه ازدواج کند. کاووس این تقاضا را انکار کرد و ملک که به دلیل انکار ناامید شد، به شروان لشکر کشید اما دفع شد و مجبور به صلح شد. وی در زمستان ۱۳۴۷ بار دیگر به شیروان حمله کرد، اما کاووس و پدرش در قلعه‌های خوب محافظت شده شروان پناه گرفتند. پس از این حمله، منابع از کیقباد یکم شروانشاه نامی نمی‌برند و او احتمالاً بین سالهای ۱۳۴۸ تا ۱۳۵۶ بر اثر کهولت سن درگذشت.

## سلطنت خود
وی پس از مرگ پدرش با خان اردوی زرین جانی بیک متحد شد و او را به آذربایجان دعوت کرد. ارتش اردوی زرین با کمک شروان‌شاهان تبریز را تصرف کردند. ملک اشرف در سال ۱۳۵۷ به درخواست‌های کاووس توسط جانی بیک اعدام شد. کاووس نیروهای خود را به زیر پسرش شاهزاده نادر فرستاد تا با بقایای چوپانیان به رهبری آخیجوق مالک که دو بار آنها را شکست داد بجنگد.

### روابط با جلایریان
رابطه او با شیخ آویز پیچیده بود، زیرا او در ابتدا تسلیم او شده بود، اما علیه او در سال ۱۳۶۴ قیام کرد. پس از۴ سال مقاومت به زندان افتاد و به تبریز منتقل شد. پس از ۳ ماه حبس، وی مورد عفو قرار گرفت و در عزای وفاداری آزاد شد.

### مرگ و میراث
وی حامی هنر و علم بود. عارف اردبیلی، شاعر اردبیلی، در کاخ وی زندگی می‌کرد و معلم تدریس برای هوشنگ شروانشاه بود. کاووس در سال ۱۳۷۲ به دلایل طبیعی درگذشت.